# 아메리카악어
아메리카악어(American crocodile)는 신열대구에서 발견된 악어이다. 아메리카 대륙의 현존하는 악어 4종 중 가장 널리 분포되어 있으며, 남부 플로리다주, 쿠바, 자메이카, 히스파니올라섬, 멕시코 해안에서 남쪽으로 페루, 에콰도르, 콜롬비아, 베네수엘라에 이르기까지 서식하고 있다.
미국 내에서, 아메리카악어의 분포는 플로리다주의 남쪽 끝으로 제한되지만, 적어도 두 개는 탬파베이 지역만큼 북쪽에 있는 것으로 밝혀졌다. 2,000마리로 추산되는 현재의 미국 수는 1970년대 몇 백에서 상당히 회복되었다.
아메리카악어의 서식지는 주로 해안 지역으로 이루어져 있다. 또한 강 시스템에서도 발견되지만, 단순히 묵인하는 것이 아니라 염분 수준을 선호하는 경향이 있어, 그 결과 그 종들이 황량한 호수, 맹그로브 늪, 작은 늪지, 석호 그리고 작은 섬들에 모이게 된다. 다른 악어들도 혀 아래의 염류선 때문에 소금물에 대한 내성이 있지만, 아메리카악어는 소금물에서 보통 살고 번식하는 바다악어 이외의 유일한 종이다. 그들은 바하마와 카리브해를 가로지르는 많은 산호초와 섬들과 같은 어떤 담수 자원 없이도 해변과 작은 섬 형태에서 발견될 수 있었다. 그들은 또한 과민성 호수에서 발견되었다. 알려진 가장 큰 개체수 중 하나가 라고 엔리킬로에 살고 있다.
미국에서 가장 큰 악어 종들 중 하나이다. 수컷은 최대 907kg의 무게로 7.2m에 이를 수 있었다. 평균적으로 성숙한 수컷은 길이가 약 400kg인 4.1m~4.8m 범위에 더 많았다. 다른 악어 종들과 마찬가지로 암컷은 더 작고, 길이가 3.8m를 초과하는 경우는 거의 없었다.
다른 대형 악어와 마찬가지로 아메리카악어도 인간에게 잠재적으로 위험하지만 다른 종만큼 공격적이지 않은 경향이 있다. 아메리카악어는 플로리다주에서 미시시피악어와, 중앙아메리카와 남아메리카에서 더 작은 안경카이만과 공존한다. IUCN은 미국 악어를 취약한 것으로 분류하고 있다.
이 종은 보통 조금 더 넓은 코를 가진 다른 큰 악어들에 비해 V자 모양의 코를 가지고 있다. 어른 악어들은 흰색이나 노란색 아랫부분이 같은 회색과 녹색의 색을 가지고 있고, 청소년 악어들은 꼬리나 등에 어두운 크로스밴드를 가지고 있다. 큰 크기에도 불구하고, 아메리카악어들은 대부분의 큰 악어들처럼 큰 동물들을 정기적으로 공격하지 않다. 물고기, 파충류, 새, 그리고 주머니쥐, 아메리카너구리, 긴코너구리, 나무늘보 등의 작은 포유류는 식단의 대부분을 차지한다. 때때로 사슴이나 소와 같은 큰 포유류가 잡힌다. 페커리와 브라질맥, 큰개미핥기도 이 악어의 먹이에 포함된다. 해안 지역의 식습관은 잘 연구되지 않는다. 다른 큰 악어들과 마찬가지로 아메리카악어는 다른 종들처럼 공격적이지 않은 경향이 있지만 잠재적으로 인간에게 위험하다.

## 분류학 및 어원학

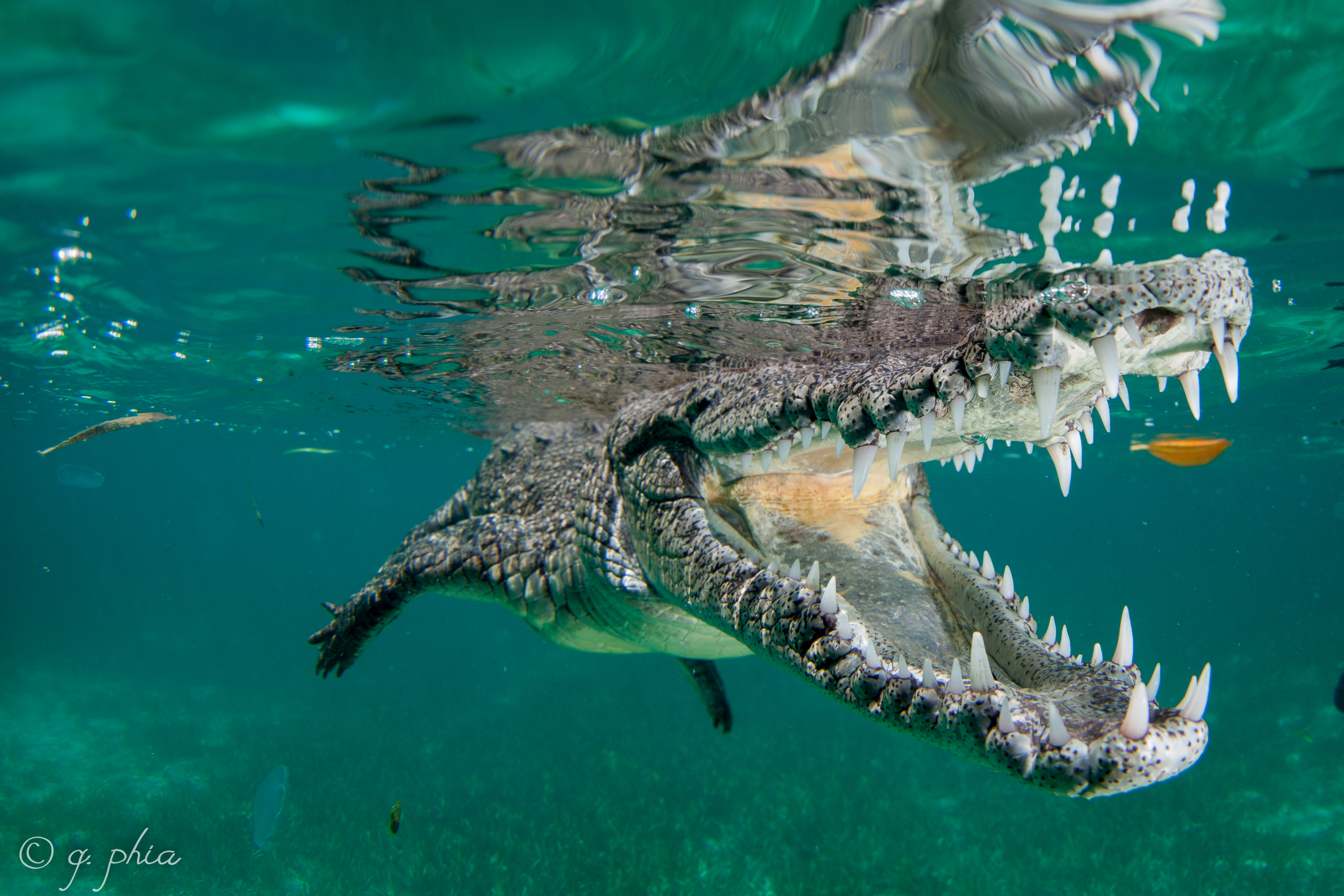
쿠바에서 물속에서 사진을 찍은 아메리카악어

조르주 퀴비에는 원래 1807년에 이 종을 크로코뒬루스 아쿠투스(Crocodylus acutus)로 묘사했다. 시간이 지나면서, 그것은 보통 "샤프스나우트 앨리게이터"로 알려지게 되었다. 1822년에 콘스탄틴 사무엘 라핀스크는 이 종이 실제로는 크로커다일라고 추정했다.
이 종은 1875년 윌리엄 T. 호나데이에 의해 크로코뒬루스 플로리다누스(Crocodylus floridanus)로 재설계되었는데, 이때 호나데이와 C. E. 잭슨은 악어 가죽을 수집하기 위해 워싱턴 D.C.에서 플로리다주로 보내졌다. 비스케인베이의 아치 크릭에 있는 "크고 오래된 악어"라는 소식을 들은 호나데이와 그의 동료들은 이를 찾아 신고했다.
몇 시간 후, 우리는 톱풀 벽난로를 타고 은행에 있는 그를 목격했습니다. 그는 회색을 띤 완벽한 도마뱀류의 고래 크기에 걸맞은 괴물이었고, 모든 힘을 다하면 진짜 악어였습니다!

## 진화
2020년까지 아메리카악어의 진화는 제대로 이해되지 않았다. 그러나 중신세 종 크로코뒬루스 체치아이의 발견은 이 악어, 오리노코악어, 멕시코악어, 쿠바악어가 모두 아프리카에서 온 조상을 공유하고 있음을 나타낸다. 새로 발견된 이 동물은 아프리카와 아메리카의 악어 사이의 누락된 연결고리를 나타내는 이 동물들의 진화 방사선의 기저를 나타낼 수도 있다.

## 특성

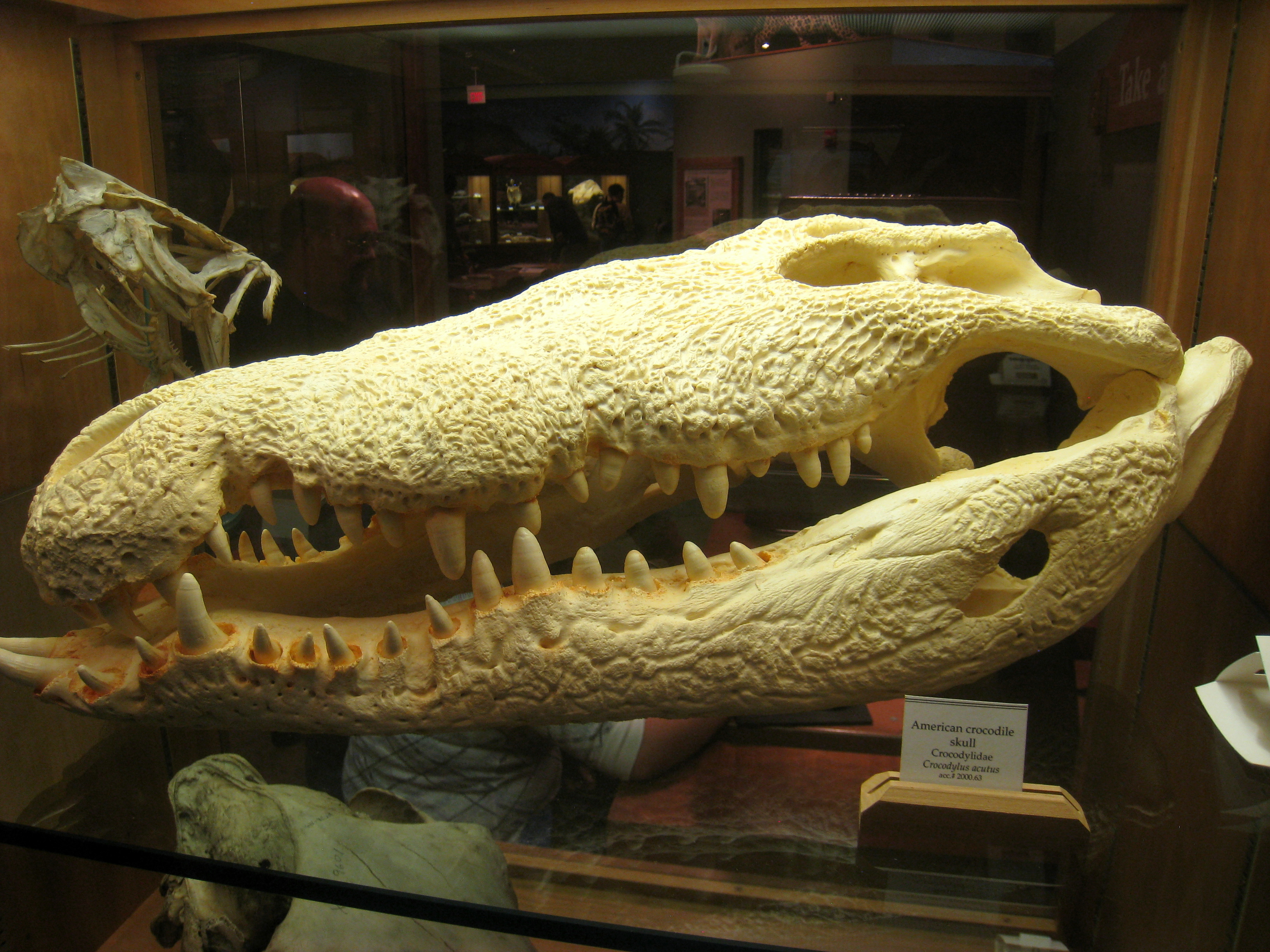
큰 아메리카악어 두개골

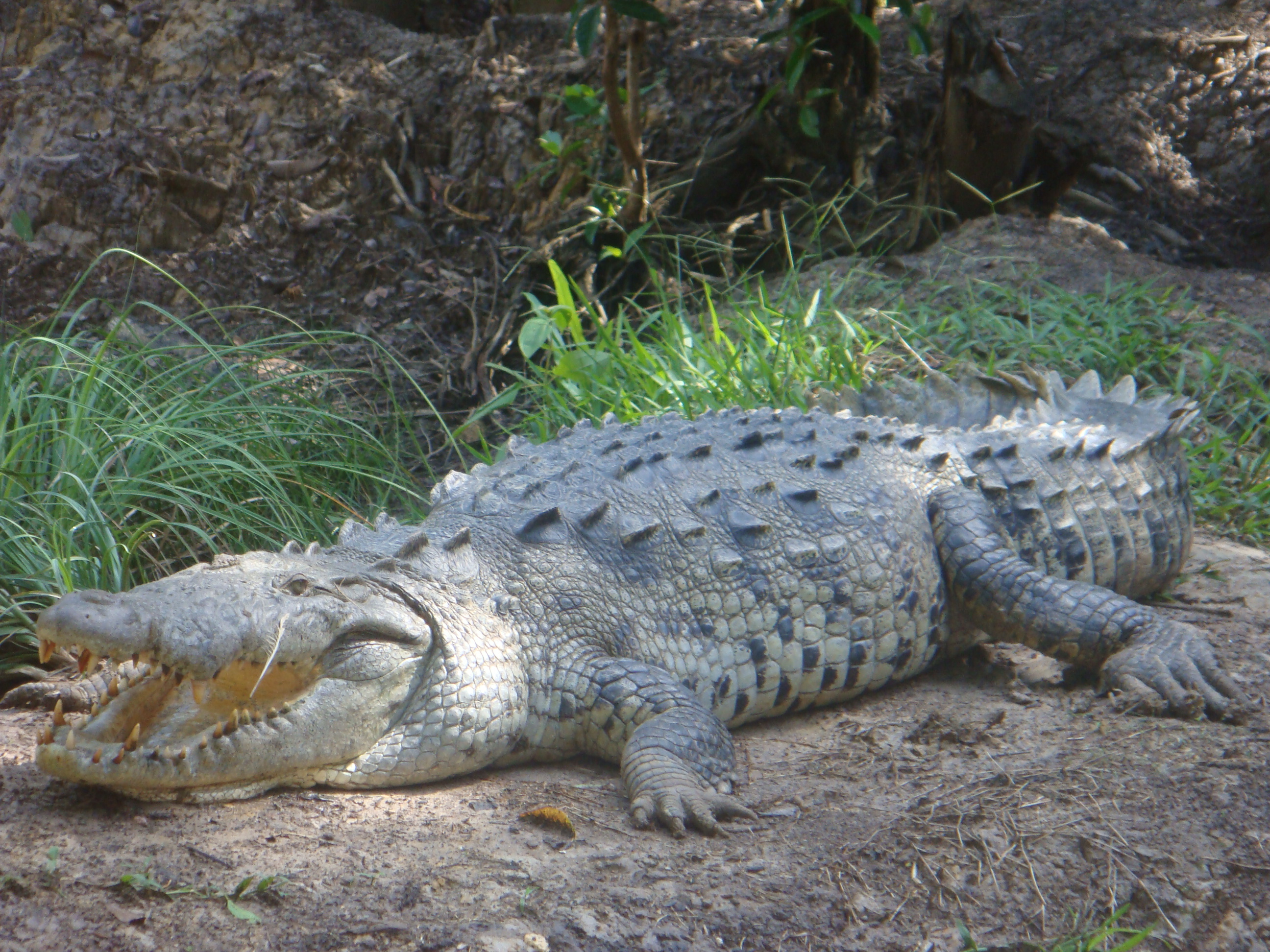
다 자란 아메리카악어

아메리카악어는 성체 생존율이 높고 수명이 긴 매우 다량종(알을 38개, 15세 이후 20개 이상의 다량)이다. 모든 진짜 악어들처럼, 아메리카악어는 네 개의 짧고 튼튼한 다리, 길고 강력한 꼬리, 그리고 비늘 모양의 가죽으로 등과 꼬리를 따라 흘러내린다. 주둥이는 길쭉하며, 강한 턱 한 쌍을 포함한다. 눈에는 눈물샘과 함께 보호를 위한 음폐막이 있다.
콧구멍, 눈, 귀는 머리 꼭대기에 위치하기 때문에, 몸의 나머지 부분은 기습 공격을 위해 물 속에 숨길 수 있다. 위장술은 또한 먹이를 먹는데 도움을 준다. 주둥이는 아메리카악어보다 길고 좁지만 오리노코악어보다 평균적으로 넓다. 아메리카악어는 또한 상대적으로 어두운 색조를 가진 아메리카악어보다 더 연하고 회색을 띤다. 이 악어 종은 보통 배를 타고 기어다니지만, "높은 걸음"도 할 수 있다. 더 큰 표본은 시속 16km까지 충전할 수 있다. 그들은 몸과 꼬리를 굴곡진 방식으로 움직여서 32km/h의 속도로 수영할 수 있지만, 그들은 이 속도를 유지할 수 없다.
성체는 균일한 회색빛과 녹색을 띠며, 하체는 흰색 또는 노란색을 띠는 반면에, 어린 개체는 꼬리와 등에 어두운 교차 띠를 갖고 있다.

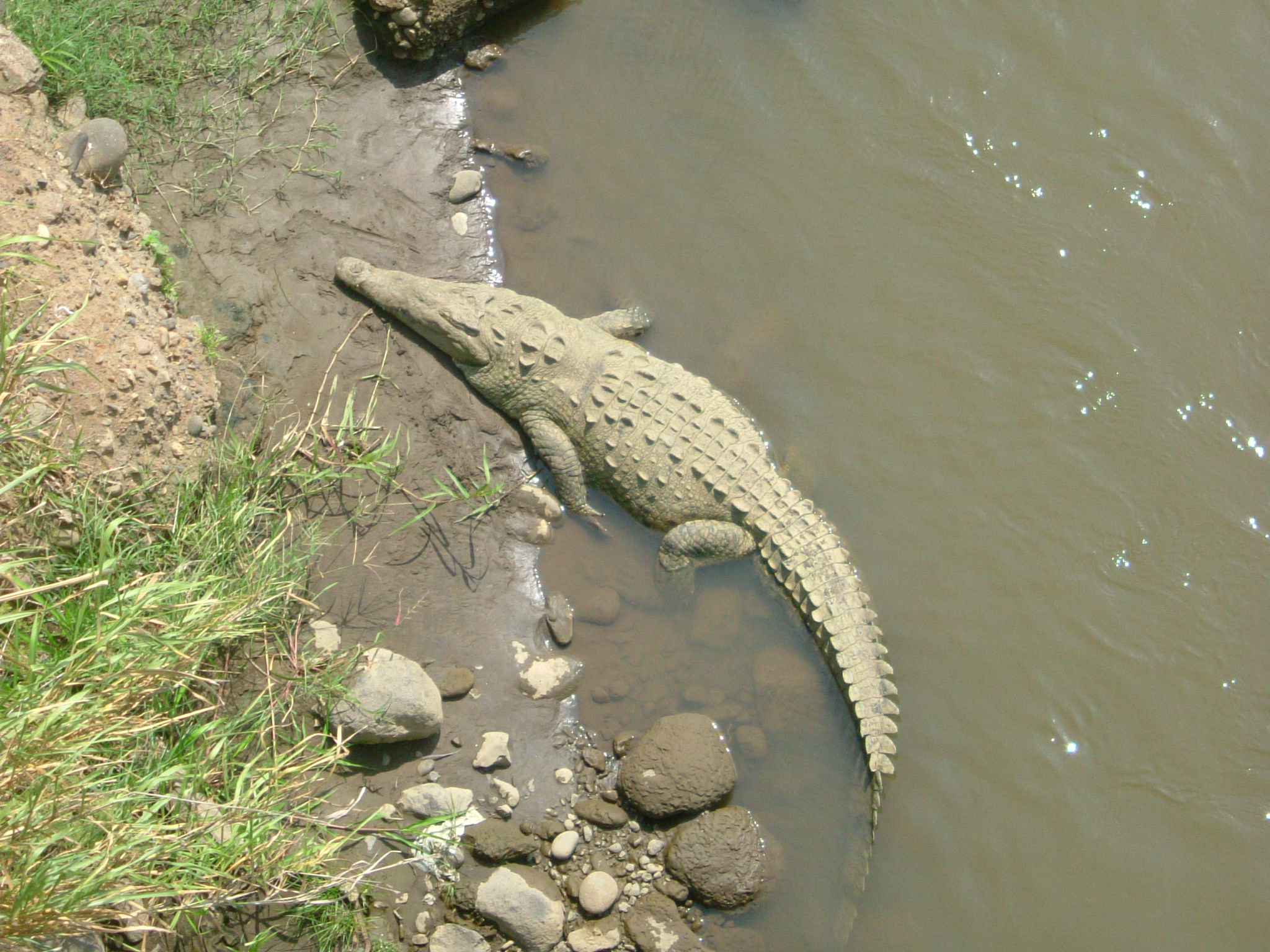
아메리카악어

아메리카악어는 때때로 멕시코가 원산지인 더 작은 종인 멕시코악어와 혼동되기도 한다.

### 크기
새로운 부화기의 길이는 약 27cm, 질량은 약 60g이다. 대륙 강의 평균 성체는 수컷의 경우 길이가 2.9~4m, 몸무게가 최대 382kg인 반면, 암컷은 2.5~3m, 몸무게가 최대 173kg으로 성 성숙기의 평균 크기를 나타내는 총 길이가 더 낮으며, 이는 대부분의 알려진 집단에서 각 성별에 대해 예상되는 상한선을 나타낸다. 플로리다주에 서식하는 성체 아메리카악어의 일반적인 몸무게는 50~250kg이며, 그에 상응하는 길이는 2.5~3.85m이다. 광범위한 보존 노력이 진행됨에 따라 플로리다주에 서식하는 대형 아메리카악어의 수가 증가하는 것으로 보이며, 그 중 일부는 길이가 4m를 넘는 것으로 알려졌다. 코스타리카에서 서식하는 성체 아메리카악어 8마리의 총 길이는 2.82~4.83m이다. 이 종의 큰 성체는 몸무게가 500~600kg에 달하며, 6m에 접근한 개체는 몸무게가 1,000kg을 넘어 신열대구에서 가장 큰 악어 중 하나이다. 3m 크기의 아메리카악어의 표본은 약 100kg, 4m 크기의 표본은 약 270kg, 6.25m 크기의 표본은 약 1,100kg에 달할 것으로 추정된다. 그러나 성숙한 성체의 체질량은 상당히 가변적일 수 있다. 코스타리카에서 온 총 길이 4.83m의 대형 수컷 표본의 무게는 약 538kg이었다. 반면에 총 길이 3.95m의 또 다른 표본의 무게는 500kg인 것으로 밝혀졌다. "파피용"이라는 이름의 개체는 사육 중인 아메리카악어 중 가장 큰 것으로 간주되었다. 몸길이는 4.3m, 몸무게는 500kg이며 사망 당시 80세 이상이었던 것으로 추정되었다.

## 분포 및 서식지

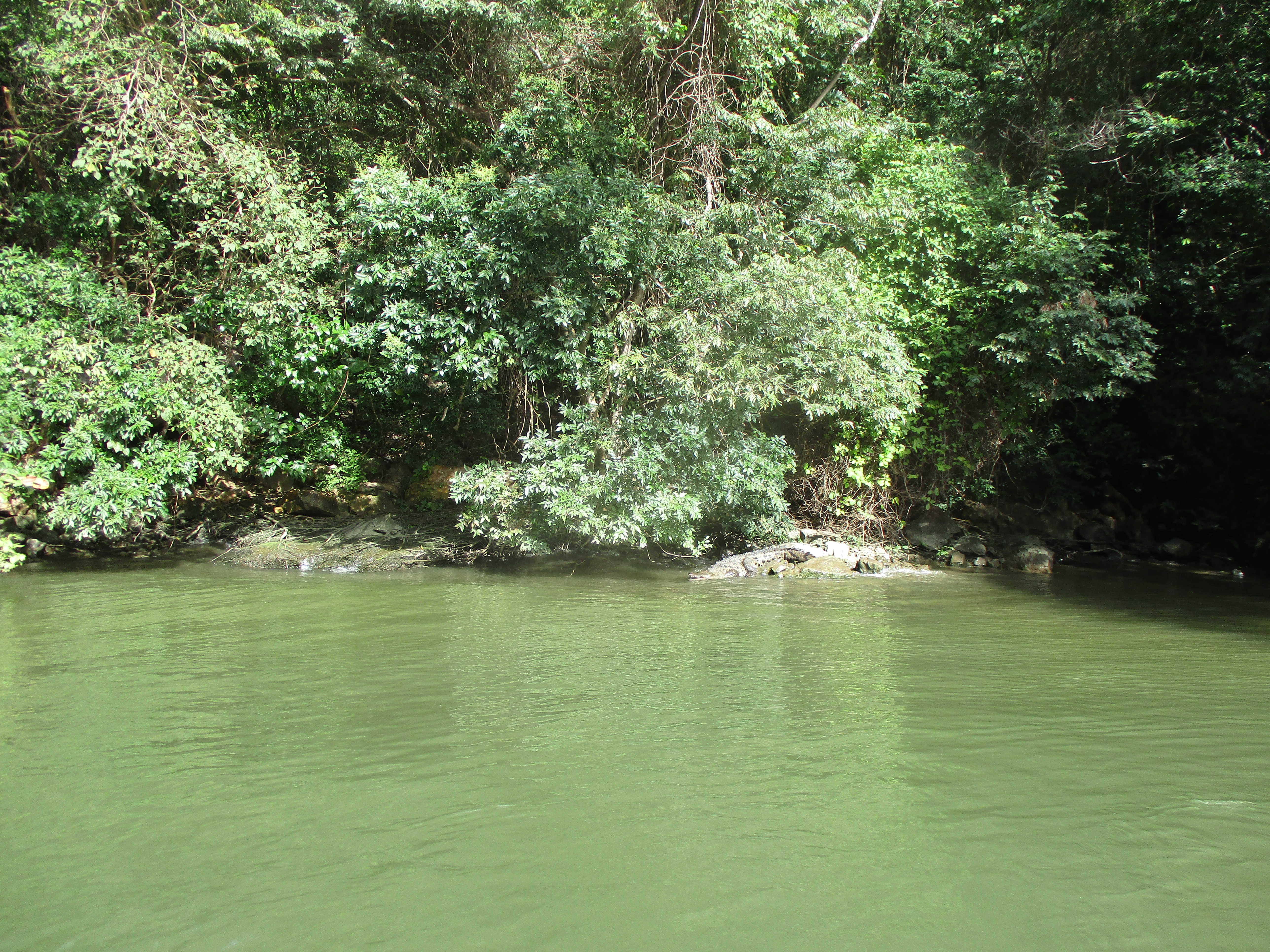
멕시코 치아파스주 수미데로 협곡 국립공원의 아메리카악어

아메리카악어는 현존하는 4종의 아메리카악어 중에서 가장 널리 퍼져 있다. 그들은 염분에 강해서 카리브해의 많은 섬들과 일부 태평양 연안의 섬들에도 서식할 수 있었다. 그들은 맹그로브 늪, 강 하구, 민물, 그리고 소금 호수와 같은 물에 서식하고 심지어 바다에서도 발견될 수 있으므로 플로리다주 남부, 대앤틸리스 제도(푸에르토리코와 후벤투드섬 제외하고, 그들은 도입된 안경카이만으로 대체된다), 마르티니크, 멕시코 남부(유카탄반도 포함), 중앙아메리카, 콜롬비아, 페루, 베네수엘라(마르가리타섬 포함), 에콰도르의 남아메리카 국가들에 널리 분포한다. 아메리카악어는 특히 코스타리카에서 풍부하다.
아메리카악어들은 중앙아메리카에 있는 작은 안경카이만과 공존한다. 아메리카악어의 범위 내에 존재하는 유일한 다른 악어들은 멕시코악어와 멸종 위기에 처한 쿠바악어와 오리노코악어들이다. 게다가, 아메리카악어와 쿠바악어 잡종이 최근 멕시코의 캉쿤 지역에서 발견되었다. 이 악어는 쿠바의 사파타 늪지대(이 야생 잡종들이 존재하는 유일한 곳이자 두 종이 같은 지역)에서 유래하여 유카탄반도까지 헤엄쳐 온 것으로 보인다.

### 카리브해

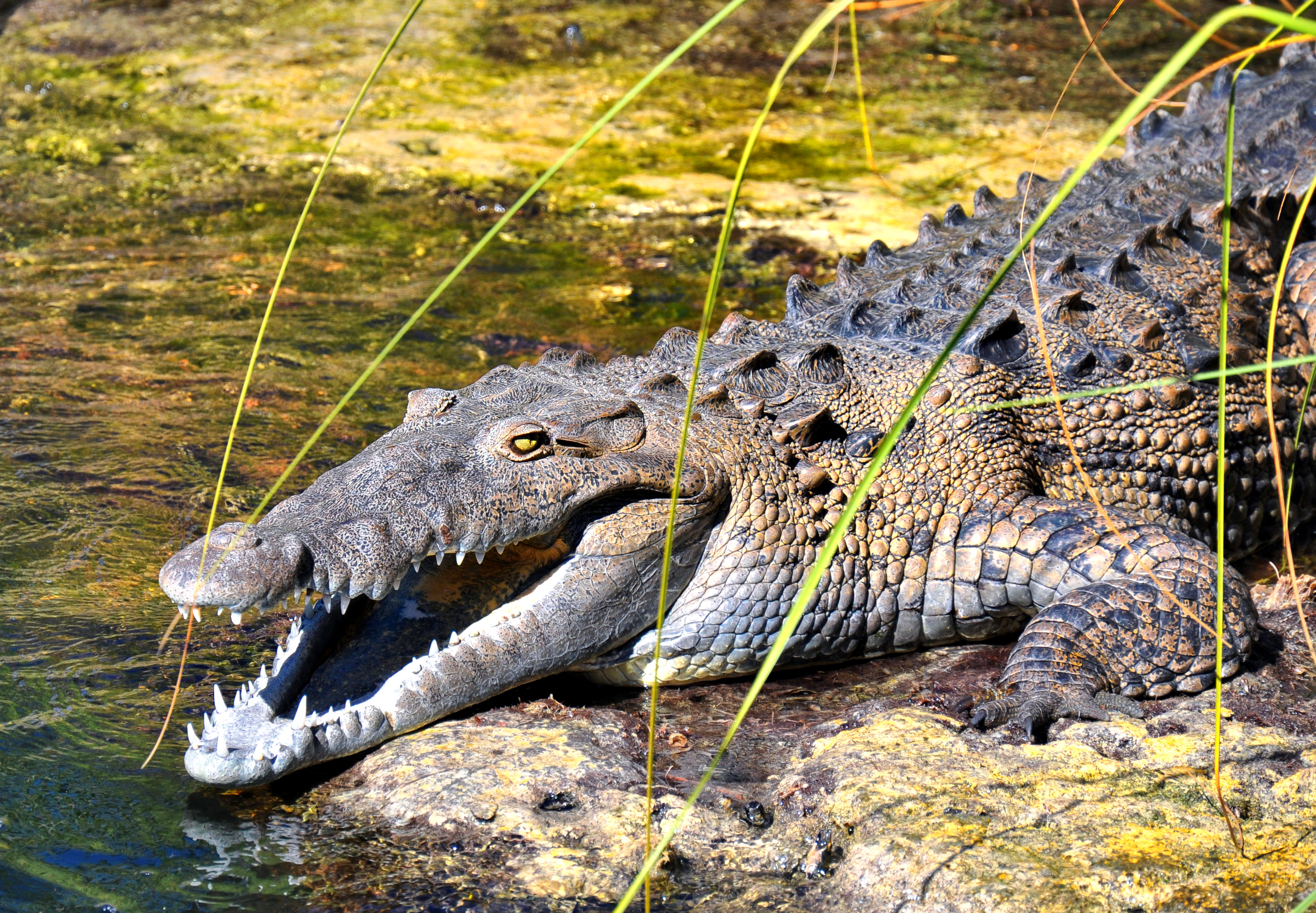
자메이카 블랙강에서 발견된 아메리카악어

가장 큰 (카리브해에서 가장 큰) 개체수가 기록된 곳 중 하나는 도미니카 공화국에 있는 고염수 호수인 엔리키요호에 있다. 아이티에서, 알려진 유일한 개체수는 기수호 에탕 사우메트레에 있는데, 그곳의 개체수는 과도한 사냥과 밀렵으로 인해 거의 멸종 위기에 처해 있다. 자메이카에서, 이 종은 강의 기수 부분뿐만 아니라 이용 가능한 늪의 대부분에서 서식한다. 최근 그랜드케이맨에서 아메리카악어들이 목격되었는데, 이로 인해 전문가들은 이 종이 (아메리카악어의 서식지인) 쿠바에서 헤엄쳐 와서 천천히 그랜드케이맨을 다시 채우고 있을지도 모른다고 믿고 있다.

### 플로리다주
아메리카악어의 식염수 내성은 미국의 제한된 지역, 특히 플로리다주 남부에 서식하도록 했을지도 모른다. 대중적인 잘못된 정보와 달리 미시시피악어의 존재는 아메리카악어가 플로리다주 북쪽의 기수를 채울 수 없었던 이유가 아니라 악어가 추위에 덜 견디기 때문에 기후 때문이다. 미국 내에서, 아메리카악어의 분포는 일반적으로 플로리다주의 남쪽 끝에 제한되어 있지만, 적어도 두 마리가 탬파베이 지역만큼 북쪽에서 발견되었다.
2,000마리로 추정되는 현재의 미국 개체수는 그들의 서식지 최북단으로 되돌아오는 징후이다. 일찍이 1829년 라피네스크는 이 주에 악어만이 존재하는 것이 아니라는 의심을 품었지만, 1869년에 표본을 가져와 검사할 수 있을 때까지 확인을 받을 수 없었다. 기록에 따르면 키라르고섬, 마이애미비치와 같은 지역과 둥지를 틀고 먹이를 찾기에 적합한 맹그로브가 있는 곳이면 어디든 풍부했다. 그러나 19세기 말에 가죽을 찾기 위해 그들을 사냥하는 것이 사우스플로리다의 오두막 산업이 되었고, 1910년부터 본토와 키를 연결하기 위한 철도가 건설되면서 서식지 파괴가 대규모로 시작되었다. 철도 건설 전후로 플로리다키스 상류로 이주한 악어 사냥꾼들은 상업 시장을 위해 플로리다베이 북동쪽의 거의 모든 악어를 도살했다. 널리 퍼진 사냥은 1970년대까지 중단되지 않았으며, 그 10년 동안 한 시점에 총 둥지 수는 30개 미만이었다. 2020년 현재 플로리다키스의 이전 서식지를 되찾기 위해 더 많은 개체군이 남쪽으로 확장되고 있는 것으로 보이며, 오래된 기록에 따르면 한때 탬파베이까지 북쪽에 있는 맹그로브에 서식했다.

## 행동생태학
아메리카악어들은 미시시피악어들보다 추운 날씨에 더 취약하다. 아메리카악어들은 무리를 이루지는 않지만, 가끔 낮에 먹이를 먹고 목욕을 하기 위해 모여든다. 목욕을 하는 동안, 그들은 입 안의 혈관을 더 시원하고 따뜻한 공기에 노출시켜 체온 조절에 도움을 주는 입을 크게 벌린다. 아메리카악어가 7.2 °C 이하의 수온에서 얼마 동안 생존할 수 있는 반면, 그 환경에 있는 아메리카악어는 저체온증으로 의식을 잃고 익사할 수 있다. 그러나 아메리카악어들은 악어들보다 성장 속도가 빠르고, 바닷물에 훨씬 더 강하다.

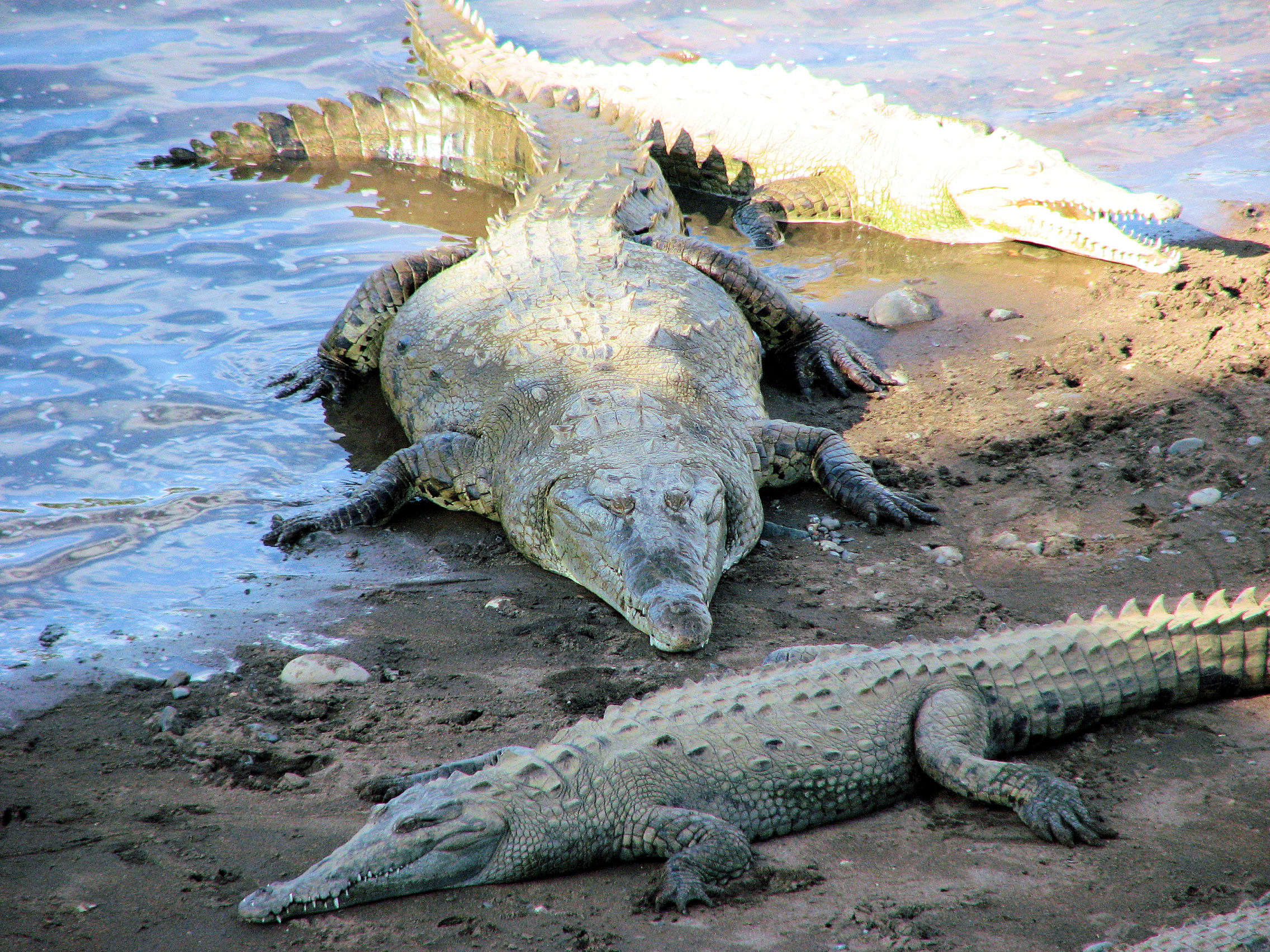
코스타리카의 아메리카악어

다른 악어들과 달리, 아메리카악어들은 음향 신호를 이용하여 의사소통을 한다. 악어의 의사소통은 구애와 부화 중에 짧은 거리의 의사소통을 중심으로 이루어진다.
물고기와 아메리카악어가 관련된 청소 공생에 대해 설명했다.

### 사냥 및 먹이

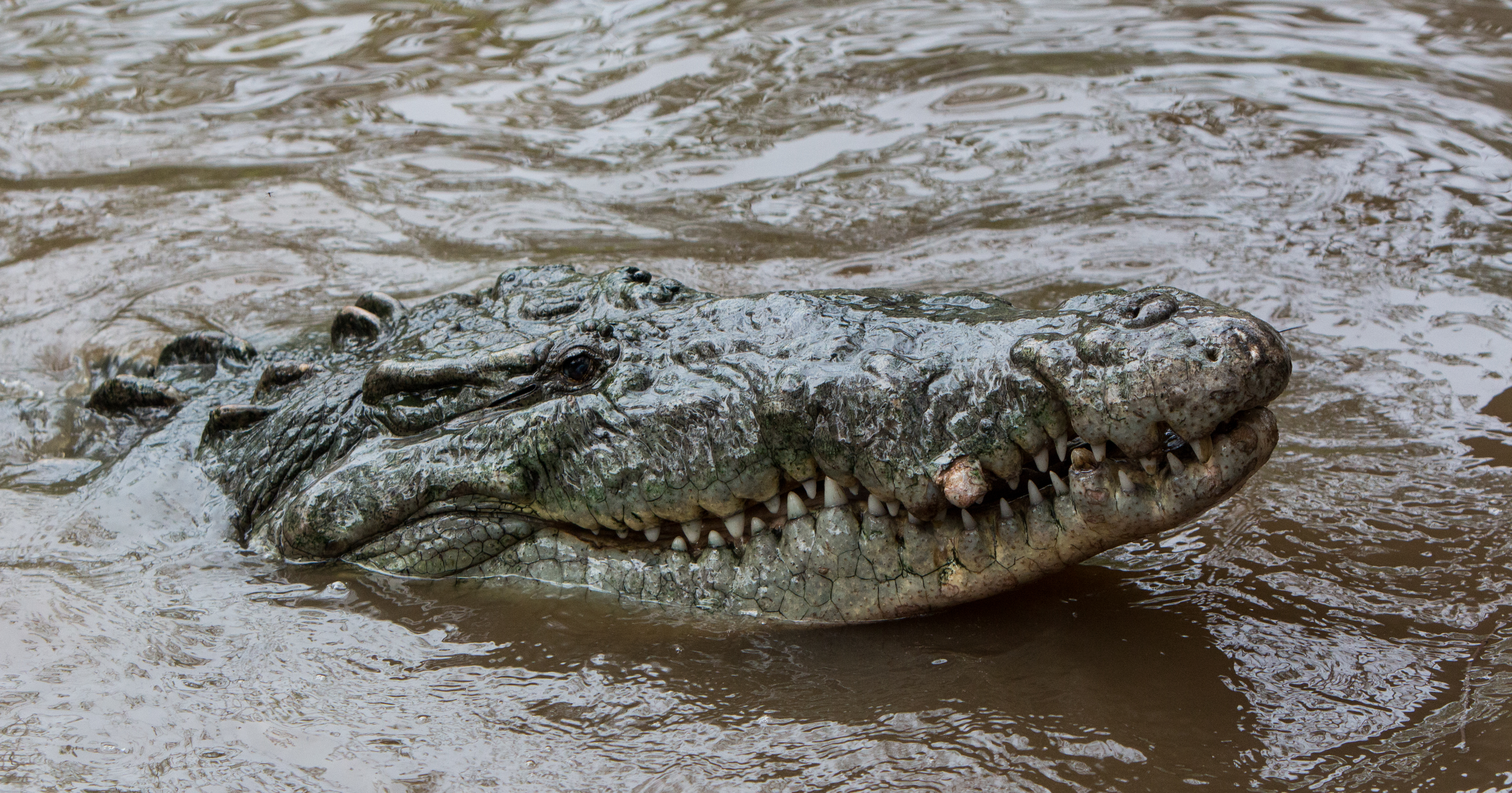
성체 수컷 아메리카악어

아메리카악어는 최고의 포식자이며 담수, 강어귀 및 해안 바닷물 서식지에서 만나는 모든 수생 또는 육상 동물이 잠재적인 먹이가 된다.
아메리카악어의 주둥이는 일부 물고기를 먹는 전문 악어(예: 가비알 및 오스트레일리아악어)보다 넓어 다양한 먹이로 식단을 보충할 수 있다. 또한 동물이 성숙함에 따라 주둥이는 더욱 넓고 부피가 커지며, 이는 먹이 품목의 변화를 알리는 신호이다. 먹이 종은 어린 아메리카악어가 먹는 곤충부터 큰 성체가 먹는 다 자란 소까지 다양하며 다양한 새, 포유류, 거북이, 뱀, 도마뱀, 작은 악어, 극피동물, 곤충, 거미류, 게, 기타 갑각류, 달팽이, 기타 연체동물, 개구리, 물고기, 때로는 썩은 과일을 포함할 수 있다. 아이티에서 부화한 아메리카악어와 어린 아메리카악어는 주로 농게를 먹고 살았으며, 체중 기준으로 각각 33.8%와 62.3%를 차지했다. 다른 곳에서는 수생 곤충과 그 유충, 달팽이가 이 어린 나이에 아메리카악어의 먹이 목록에서 가장 높은 순위에 올랐다. 멕시코의 한 연구에 따르면 미성숙 및 성체 미만의 아메리카악어는 곤충, 물고기, 개구리, 작은 거북이, 새, 작은 포유류를 포함할 수 있는 더 다양한 먹이를 가지고 있다. 1.2m 크기의 표본 중 하나는 메기, 우는비둘기, 민털꼬리양털주머니쥐를 뱃속에 가지고 있었다.
플로리다주에서는 농어, 타폰, 특히 주머니쥐, 라쿤 등 에버글레이즈의 강가 및 해안 지역에 서식하는 숭어, 대형 게, 뱀, 포유류가 아메리카악어의 주요 먹이인 것으로 나타났다. 플로리다주 남부에서는 아메리카악어가 65%의 시간 동안 해양 먹이 공급원에 의존하고 80%의 시간 동안 해양 먹이에서 채취한 물에 의존하는 것으로 나타났다. 아이티에서는 성체들이 왜가리, 황새, 홍학, 펠리컨, 논병아리, 검둥오리, 쇠물닭 등 다양한 조류를 주로 먹고 사는 것으로 나타났으며, 틸라피아와 키클라소마 등 어류가 거북이, 개, 염소를 포획하는 것으로 목격되기도 했다. 온두라스 출신의 3m 성인 한 명은 자국 종의 악어 1.5m, 거북이 껍질, 페커리 발굽으로 구성된 위 내용물을 가지고 있었다. 역사적으로 멕시코에서는 여러 지역 농부들 사이에서 아메리카악어가 가축을 포획하는 것이 인간과 아메리카악어 사이에 갈등의 원인이었으며, 대형 성체는 때때로 염소, 개, 돼지, 소의 습관적인 포식자가 될 수 있다는 점에 주목했다.

#### 종간 약탈적 관계
성체 아메리카악어는 천적이 없는 최상위 포식자이다. 레몬상어의 포식자로 알려져 있으며 상어는 아메리카악어가 있는 지역을 피한다.

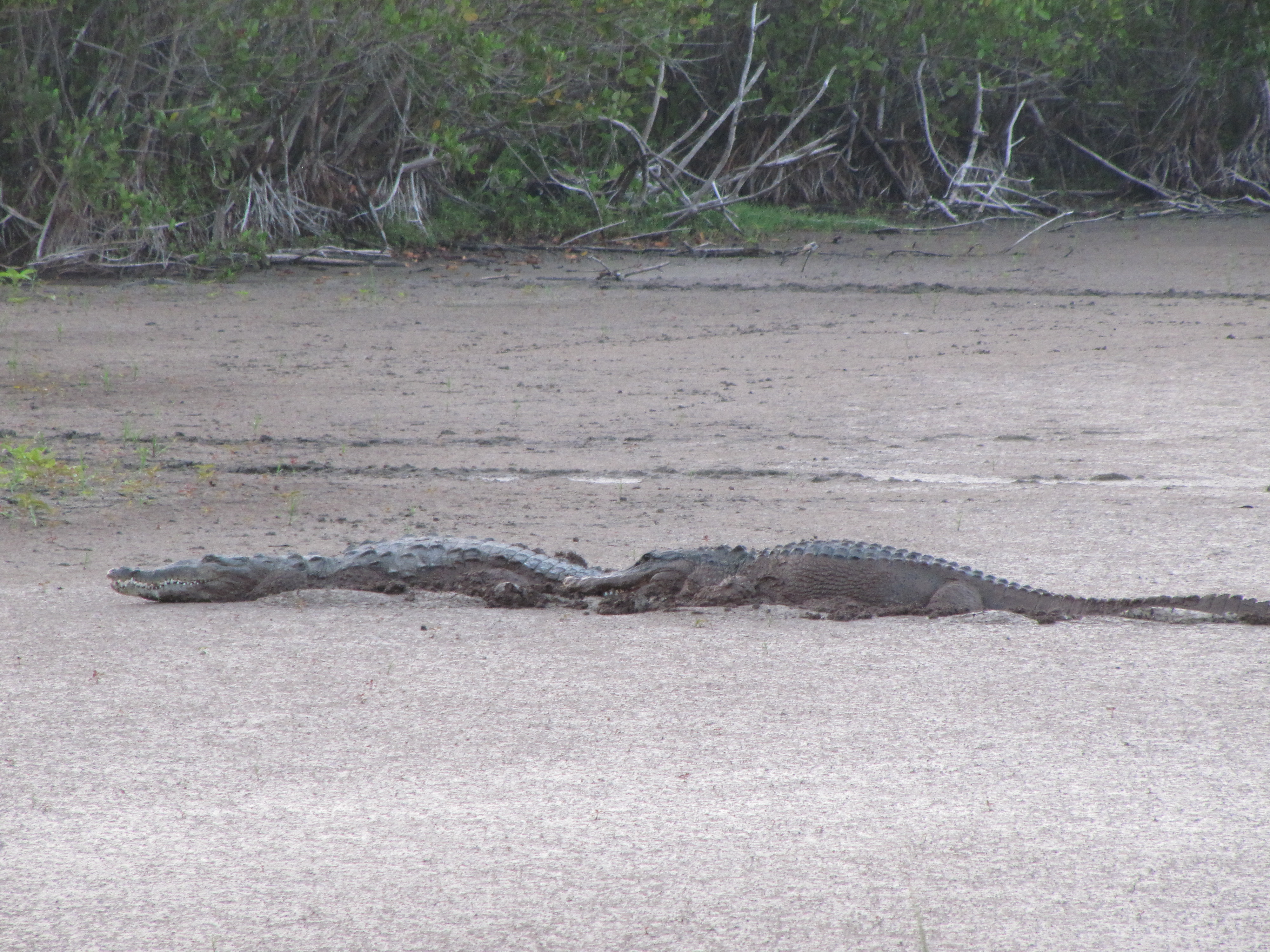
플로리다주 에버글레이즈의 마른 모래 연못에 있는 아메리카악어 (왼쪽)와 미시시피악어 (오른쪽). 아메리카악어와 악어는 보통 공존하는 장소에서 서로에게 매우 관대하다. 하지만 때때로 먹이와 기타 자원을 놓고 서로 경쟁하기도 한다.

일반적으로 미시시피악어는 아메리카악어보다 우세하고 행동적으로 더 공격적이다. 하지만 플로리다 동물원의 미시시피악어 한 마리가 우리를 탈출해 국경을 접하고 있는 대형 수컷 아메리카악어와 싸움을 벌이다가 사망한 적이 있다. 반대로 플로리다주의 야생에서 미시시피악어가 성체 이하의 아메리카악어를 잡아먹는 사례가 확인된 적이 있다. 미시시피악어와 아메리카악어는 야생에서 종종 충돌하지 않는데, 이는 주로 서식지 분할과 대부분 분리된 분포로 인해 발생한다.
남미에서 아메리카악어가 안경카이만 죽이고 잡아먹었다는 여러 기록이 있다. 아메리카악어 개체군이 건강한 지역은 안경카이만 개체 수가 제한적인 경우가 많으며, 반대로 이전에는 아메리카악어를 보유했지만 현재는 많이 고갈되었거나 현지에서 멸종된 지역은 경쟁이 적고 포식이 심해 카이만 개체 수가 증가하는 것으로 나타났다. 두 종이 공존하는 쿠바의 지역에서는 작지만 더 공격적인 쿠바악어가 더 큰 아메리카악어보다 행동적으로 우세하다. 멕시코에서는 일부 멕시코악어 개체가 포획에서 탈출하여 야생 개체 수를 확보하고 이 침입종과 경쟁해야 하는 아메리카악어 개체군에 문제를 일으키고 있다.

### 번식
아메리카악어는 늦가을이나 초겨울에 번식하여 수컷이 저주파 고함을 방출하여 암컷을 유인하는 유인 짝짓기 의식에 참여한다. 번식 능력을 결정하는 데 있어 신체 크기가 나이보다 더 중요하며 암컷은 약 2.8m 길이로 성적 성숙에 도달한다. 2월이나 3월에 육중한 암컷은 물가를 따라 모래, 진흙, 죽은 초목의 둥지를 만들기 시작한다. 둥지 위치는 매우 중요하며, 적절한 양의 식생을 통해 알은 작은 온도 범위 내에서 발달한다. 악어의 성 결정은 온도에 따라 달라지므로 약간의 온도 이상으로 인해 수컷 또는 암컷 모두가 잡힐 수 있으며, 이는 개체군의 건강을 해칠 수 있다. 약 한 달 후, 암컷은 둥지 측면에 대각선으로 넓은 구멍을 파고 크기에 따라 30~70개의 알을 낳는다. 암컷은 이러한 구멍을 수년 동안 유지하고 재사용한다. 암컷은 산란 후 알을 파편으로 덮거나 노출되지 않은 채로 둘 수 있다. 흰색의 길쭉한 알은 길이 8cm, 너비 5cm이며 부서지기 쉬운 껍질에 여러 개의 구멍이 있다.
75~80일의 잠복기 동안 부모는 둥지를 지키며 종종 근처 은행에 있는 구멍에서 서식한다. 암컷은 특히 격렬하게 둥지를 지키는 것으로 알려져 있다. 그러나 이러한 예방 조치에도 불구하고 아메리카악어 알은 때때로 라쿤(아메리카에서 악어 둥지의 가장 독성이 강한 자연 포식자로 추정됨), 긴코너구리, 여우, 스컹크 또는 기타 청소 포유류(멕시코의 코요테, 플로리다주 남부의 아메리카흑곰 포함)는 물론 대형 포식 개미, 게, 독수리의 먹이가 되기도 한다. 파나마에서는 녹색이구아나가 가끔 아메리카악어 알을 파서 잡아먹는 모습이 목격되었지만, 몇몇 경우 어미 아메리카악어에게 잡혀 먹히기도 했다. 악어 알은 다소 부서지기 쉽지만 새 알보다 부드럽다. 알을 부화시키는 동안 둥지를 지키는 것이 눈에 띄지만, 이 종에서는 부화 후 어린 것을 지키는 것이 최소한으로 보인다.

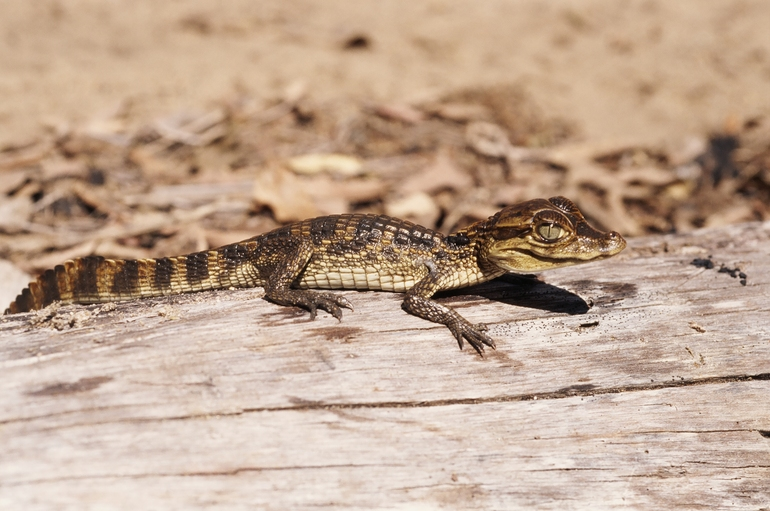
콜롬비아에서 부화한 아메리카악어

이 종은 주로 뚜렷한 우기가 있는 열대 지역에 존재하며, 어린 악어는 여름의 첫 비가 내릴 무렵 (7~8월) 이전 건기 이후와 홍수가 발생하는 수역 앞에서 부화다. 어한린 아메리카악어의 발달 단계에서는 어미 아메리카악어가 독특한 양육 방식을 보여준다. 부화 과정에서 어린 아메리카악어는 포식에 가장 취약해지면 본능적으로 부드럽고 그르렁거리는 듯한 울음소리를 낸다. 이러한 소리는 암컷이 둥지에 가서 알이 덮여 있는지 발견하도록 유도한다. 그런 다음 부화한 아기들이 알을 탈출할 수 있도록 도와 입으로 알을 떠서 가장 가까운 수원으로 운반한다.
몸길이가 24~27cm인 이 부화기는 부화 후 며칠 이내에 먹이를 적극적으로 사냥하는 것으로 보고되었다. 어미가 부화한 지 몇 주가 지난 후에도 어미를 돌보는 것은 드문 일이 아니다. 부화 후 약 5주 후, 어린 아메리카악어들은 자신의 독립적인 삶을 찾아 해체한다. 대부분의 악어는 여러 종류의 강간 새, 다른 파충류, 대형 물고기(예: 줄무늬메기, 대서양타폰, 코먼스누크 및 레몬상어, 왕뱀, 검은이구아나, 안경카이만)의 먹이가 되어 생존하지 못할 것이다. 살아남은 악어는 곤충, 물고기, 개구리를 잡아먹으며 빠르게 자란다. 또한 일부 어린 아메리카악어는 서로 먹이를 먹는다.

## 보존 상태
국제자연보전연맹(IUCN)은 이 악어를 취약종으로 분류하고 있다. 2007년 3월 20일, 미국 어류 및 야생동물관리국은 아메리카악어를 멸종위기 종으로 분류하지 않고 "위협"으로 분류했다. 연방 멸종 위기종법에 따라 밀렵과 살처분으로부터 보호하고 있다. NatureServe는 플로리다주 개체군을 "임페리얼"로 간주한다.
아메리카악어는 가죽 사냥, 오염, 서식지 손실, 상업적 양식으로 인해 일부 지역에서 멸종위기에 처해 있다. 1950년대와 1960년대에 과도한 사냥으로 인해 베네수엘라는 1972년부터 10년 동안 상업용 악어 가죽 수확을 금지했다. 플로리다주 남부에서는 아메리카악어 사망의 약 3분의 2가 도로 충돌로 인한 것이고, 약 10%는 고의적인 살인으로 인한 것이며, 약 5%만이 자연적 원인으로 인한 것이다. 최근 몇 년 동안 자메이카에서는 육류를 위해 이 종의 밀렵이 만연했으며, 정부의 조치 부족으로 인해 개체 수가 크게 감소했다. 히스파니올라섬에서는 한때 섬 전역에서 발견되었지만 현재 확인된 유일한 존재는 아이티의 에탕사우메트르섬에서 가장 큰 두 호수와 도미니카 공화국의 에노리요호뿐이다.

## 인간과의 관계

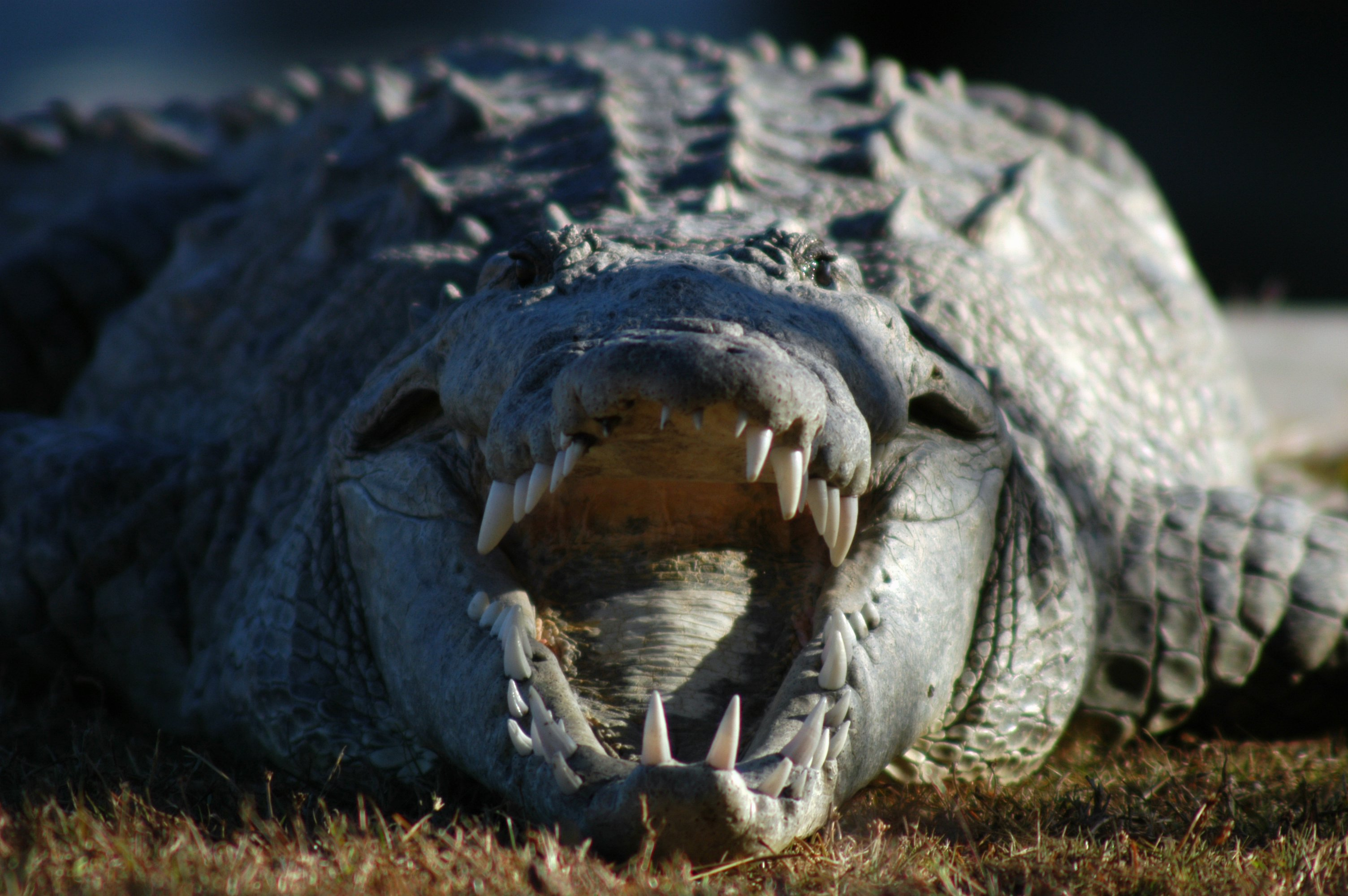
에버글레이즈 국립공원에 사는 아메리카악어. 전 세계 악어들의 기준에 따라 적당히 공격적인 것으로만 여겨지지만, 아메리카악어는 가장 위험한 아메리카악어일 가능성이 높으며, 종의 크기와 강력한 이빨로 인해 공격이 종종 치명적이다.

아메리카악어의 공격은 멕시코, 코스타리카, 파나마에서 보고되었다. 아메리카악어는 기질적으로 모든 악어의 중간쯤에 있다고 평가한다. IUCN의 한 연구에 따르면 아메리카에서 온 악어 중에서 인간에 대한 공격이 가장 많이 발생하지만, 사망자는 드물었다. 이 종은 보통 늙은 악어들만큼 정기적으로 사람을 공격하지 않고, 추정되는 공격의 수는 인간에 대해 가장 공격적인 악어들로 여겨지는 바다악어와 나일악어들보다 상당히 적다. 특히, 그것은 수줍은 태도를 가지고 있고 분명히 인간과 아무 관련이 있기를 원하지 않기 때문에 유명하다. 그것은 자리를 잡지 않고 그들이 보는 바로 앞에서 인간을 도망칠 것이다. 쿠바악어는 오히려 아메리카악어보다 종간 상호작용에서 더 공격적이고, 아메리카악어들이 동물원의 혼합된 종의 울타리나 악어 농장에 함께 있을 때, 아메리카악어들을 공격하고 쫓아낸다. 그러나, 훨씬 더 제한된 서식지와 범위 때문에 쿠바악어들에게서 인간에 대한 공격은 거의 보고되지 않는다.
2007년 5월, 아이들이 푸에르토바야르타 바로 남쪽에 있는 멕시코와 코스타리카에서 이 종에 의해 공격을 받고 사망한 지 일주일 만에 두 건의 사건이 발생했다. 2014년 8월 24일, 02:00에 플로리다주 코럴게이블즈에 있는 운하인 게이블즈 바닷가에서 남녀가 수영을 하고 있었는데, 그들은 악어가 발생하는 것으로 알려진 운하에서 아메리카악어에게 어깨와 손을 물렸다. 비록 이 악어의 길이는 3.68m이고, 무게는 250kg으로 추정되지만, 공격을 누르지는 않았지만, 악어를 풀어주고 희생자들로부터 멀어졌다. (플로리다주 어류 및 야생동물 보호 위원회, 악어 대응 프로그램) 이것은 인간과 악어의 갈등에 대한 기록이 보관된 이래로 플로리다주에서 인간에 대한 야생 악어의 공격이 문서화된 최초였다. 보도에 따주르면 1995년부터 2017년까지 멕시코 남동부의 칸쿤 지역에서 36건의 아메리카악어의 인간에 대한 공격이 있었다.

## 같이 보기
- 미시시피악어
- 오리노코악어
- 크로커다일과
- 크로커다일속
- 앨리게이터과
- 앨리게이터속

### 미디어
- Crocodylus acutus at CalPhotos
- ARKive images and movies of the American crocodile (Crocodylus acutus)